# Храм Атаго (Токио)
Храм Атаго (яп. 愛宕神社 Атаго Дзиндзя) — синтоистский храм в Минато, Токио, Япония. Основан в 1603 году (восьмой год эпохи Кэйтё) по приказу сёгуна Токугавы Иэясу. Современная постройка датируется 1958 годом (по информации с официального сайта Храма).

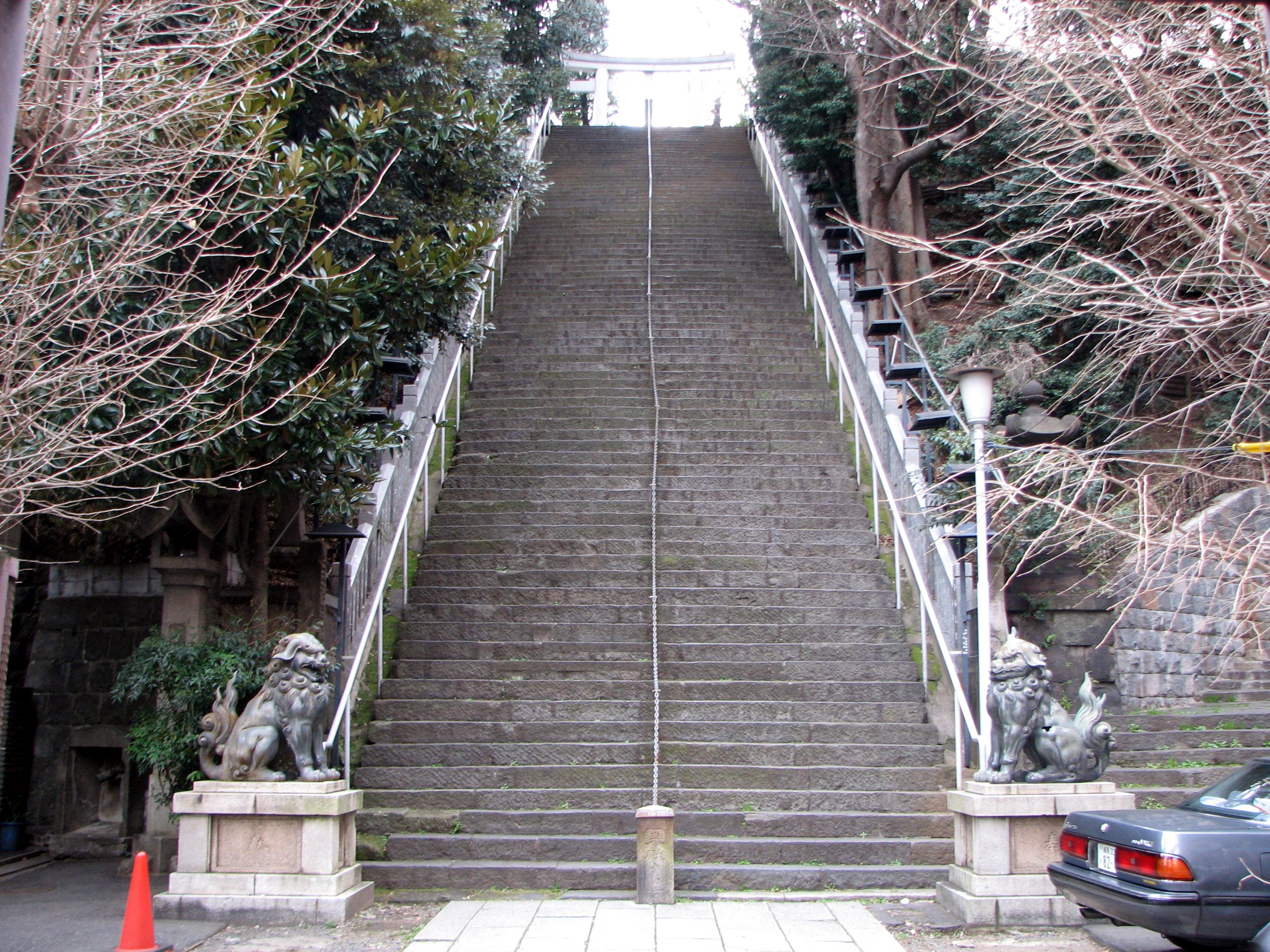
Лестница в храм Атаго в Токио

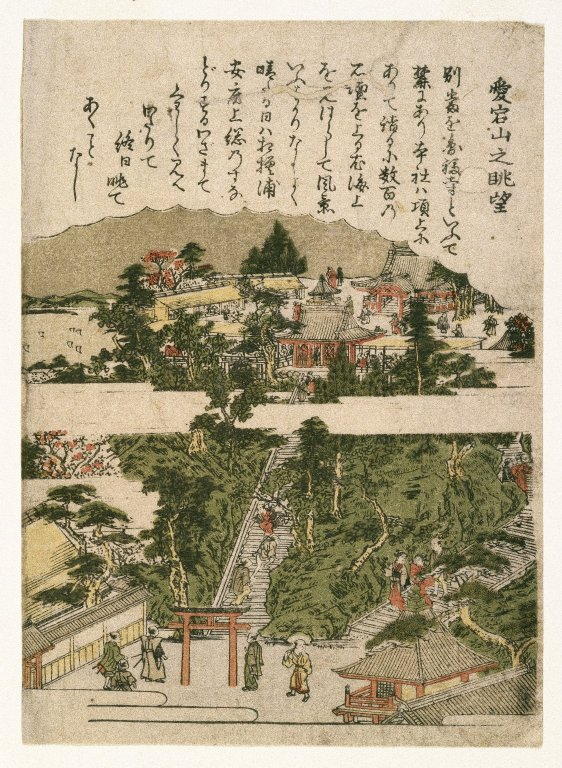
Панорамный вид на Атагояму. Примерно 1770 год, автор Китао Сигэмаса

Храм расположен на холме Атаго, который находится на высоте 26 метров над уровнем моря. В древние времена с храмовой территории открывался вид на Токио. В наши дни обзор закрыт высотными зданиями. Крутую лестницу, ведущую к святыне, также называют "Лестницей успеха".
Согласно легенде, молодой самурай осмелился подняться на коне вверх по лестнице, чтобы доставить сёгуну цветы сливы. Его лошади потребовалась всего одна минута, чтобы взойти, и 45 минут, чтобы спуститься, после чего она была полностью истощена.
Храм был возведён для защиты жителей от огня, так как ранее открывавшийся оттуда вид хорошо подходил для наблюдения за пожарами, и поэтому основным синтоистским богом, которому поклоняются в этом храме, является бог огня Хомусуби но Микото. К числу других богов, которым здесь поклоняются, относятся также Мидзуханомэ но Микото (бог воды), Оямадзуми но Микото (бог гор) и Ямато Такэру но Микото (бог военных).